# Arkadij Strugackij
Arkadij Natanovič Strugackij (rusky Аркадий Натанович Стругацкий; 28. srpna 1925 Batumi – 12. října 1991 Moskva) byl ruský spisovatel, který se stal s bratrem Borisem známý řadou sci-fi románů.

## Životopis
Narodil se roku 1925. Otec byl historik umění a matka učitelka. Po absolvování desetiletky pracoval na výrobě granátů v fašisty obleženém Leningradě. Roku 1942 doprovázel přes Ladožské jezero svého nemocného otce, který však cestou zemřel a syn byl dán do dětského domova. Matka v Leningradě zůstala. V roce 1943, ve věku osmnácti let, narukoval do Rudé armády, vystudoval pěchotní učiliště v kazachstánském Akťubinsku a po válce se dostal na Vysokou školu cizích jazyků, kde si vybral orientalistiku a japonštinu.
Sloužil i na Kamčatce, odkud byl v roce 1955 převelen do Chabarovsku a krátce nato armádu opustil. Usadil se v Moskvě, kde nastoupil do Institutu vědecké informatiky, stal se redaktorem časopisu a členem Svazu spisovatelů SSSR. V roce 1956 napsal s L. Petrovem svou první povídku Popel Bikini. Byl dvakrát ženatý. Poprvé v letech 1948 až 1954 s Irinou Šeršovou. Manželství skončilo rozvodem. S druhou ženou Elenou Ilinužnou měli dceru Marii. Když zemřel, byl jeho popel podle jeho přání rozprášen.
V letech 1957 až 1990 napsal s bratrem společně více než 25 románů a novel a jednu divadelní hru. Po jeho smrti v roce 1991 bratr pokračoval v psaní, ale pod pseudonymem S. Vitickij, protože se již dříve dohodli, že jméno Bratři Strugačtí nebudou dále používat.